# Diskografie Gym Class Heroes
Toto je seznam vydané diskografie americké rap rockové skupiny Gym Class Heroes.

## Alba

### Studiová alba
| Název                                                                                   | Detaily o albu                                                | Umístění v hitparádách | Umístění v hitparádách | Umístění v hitparádách | Umístění v hitparádách | Umístění v hitparádách | Umístění v hitparádách | Certifikace              |
| Název                                                                                   | Detaily o albu                                                | US                     | US Rap                 | AUS                    | FRA                    | NL                     | UK                     | Certifikace              |
| --------------------------------------------------------------------------------------- | ------------------------------------------------------------- | ---------------------- | ---------------------- | ---------------------- | ---------------------- | ---------------------- | ---------------------- | ------------------------ |
| ...For the Kids                                                                         | - Vydáno: 23. prosince 2001 - Vydavatelství: samovydavatel    | —                      | —                      | —                      | —                      | —                      | —                      |                          |
| The Papercut Chronicles                                                                 | - Vydáno: 22. února 2005 - Vydavatelství: Fueled by Ramen     | —                      | —                      | —                      | —                      | —                      | —                      |                          |
| As Cruel as School Children                                                             | - Vydáno: 25. července 2006 - Vydavatelství: Fueled by Ramen  | 35                     | 8                      | 40                     | 191                    | 68                     | 19                     | - RIAA: Gold - BPI: Gold |
| The Quilt                                                                               | - Vydáno: 9. září 2008 - Vydavatelství: Fueled by Ramen       | 14                     | 5                      | —                      | —                      | —                      | 41                     |                          |
| The Papercut Chronicles II                                                              | - Vydáno: 15. listopadu 2011 - Vydavatelství: Fueled by Ramen | 54                     | 10                     | —                      | —                      | —                      | 95                     |                          |
| "—" značí, že se nahrávka neumístila v hitparádách nebo v tomto území ani nebyla vydána |                                                               |                        |                        |                        |                        |                        |                        |                          |

### Demo alba
| Název            | Detaily o albu |
| ---------------- | -------------- |
| Hed Candy        | - Vydáno: 1999 |
| Greasy Kid Stuff | - Vydáno: 2000 |

## Extended play
| Název                  | Detaily o EP                                                |
| ---------------------- | ----------------------------------------------------------- |
| The Papercut EP        | - Vydáno: 29. října 2004 - Vydavatelství: Fueled by Ramen   |
| Patches from the Quilt | - Vydáno: 8. července 2008 - Vydavatelství: Fueled by Ramen |

## Singly
| Název                                                                                   | Rok  | Umístění v hitparádách | Umístění v hitparádách | Umístění v hitparádách | Umístění v hitparádách | Umístění v hitparádách | Umístění v hitparádách | Umístění v hitparádách | Umístění v hitparádách | Umístění v hitparádách | Umístění v hitparádách | Certifikace                                                                                   | Album                       |
| Název                                                                                   | Rok  | US                     | US Pop                 | AUS                    | AUT                    | CAN                    | FIN                    | IRE                    | NL                     | NZ                     | UK                     | Certifikace                                                                                   | Album                       |
| --------------------------------------------------------------------------------------- | ---- | ---------------------- | ---------------------- | ---------------------- | ---------------------- | ---------------------- | ---------------------- | ---------------------- | ---------------------- | ---------------------- | ---------------------- | --------------------------------------------------------------------------------------------- | --------------------------- |
| "Taxi Driver"                                                                           | 2004 | —                      | —                      | —                      | —                      | —                      | —                      | —                      | —                      | —                      | —                      |                                                                                               | The Papercut Chronicles     |
| "Papercuts"                                                                             | 2005 | —                      | —                      | —                      | —                      | —                      | —                      | —                      | —                      | —                      | —                      |                                                                                               | The Papercut Chronicles     |
| "The Queen and I"                                                                       | 2006 | —                      | 40                     | —                      | —                      | —                      | —                      | —                      | —                      | —                      | 124                    |                                                                                               | As Cruel as School Children |
| "New Friend Request"                                                                    | 2006 | —                      | —                      | —                      | —                      | —                      | —                      | —                      | —                      | —                      | —                      |                                                                                               | As Cruel as School Children |
| "Cupid's Chokehold" (feat. Patrick Stump)                                               | 2006 | 4                      | 1                      | 14                     | 42                     | 3                      | 9                      | 3                      | 8                      | 6                      | 3                      | - RIAA: 3× Platinum - BPI: Platinum - MC: 3× Platinum                                         | As Cruel as School Children |
| "Clothes Off" (feat. Patrick Stump)                                                     | 2007 | 46                     | 20                     | 11                     | 58                     | —                      | 4                      | 7                      | 75                     | 13                     | 5                      | - BPI: Silver                                                                                 | As Cruel as School Children |
| "Peace Sign/Index Down" (feat. Busta Rhymes)                                            | 2008 | —                      | —                      | —                      | —                      | —                      | —                      | —                      | —                      | —                      | —                      |                                                                                               | The Quilt                   |
| "Cookie Jar" (feat. The-Dream)                                                          | 2008 | 59                     | —                      | 41                     | —                      | 91                     | —                      | 24                     | 85                     | —                      | 6                      | - BPI: Silver                                                                                 | The Quilt                   |
| "Guilty as Charged" (feat. Estelle)                                                     | 2008 | —                      | —                      | —                      | —                      | —                      | —                      | —                      | —                      | —                      | —                      |                                                                                               | The Quilt                   |
| "Stereo Hearts" (feat. Adam Levine)                                                     | 2011 | 4                      | 1                      | 4                      | 28                     | 7                      | 16                     | 4                      | 8                      | 3                      | 3                      | - RIAA: 5× Platinum - ARIA: 3× Platinum - BPI: 2× Platinum - MC: 3× Platinum - RMNZ: Platinum | The Papercut Chronicles II  |
| "Ass Back Home" (feat. Neon Hitch)                                                      | 2011 | 12                     | 5                      | 1                      | —                      | 24                     | —                      | 10                     | 81                     | 11                     | 9                      | - RIAA: Platinum - ARIA: 3× Platinum - MC: Gold - RMNZ: Platinum                              | The Papercut Chronicles II  |
| "The Fighter" (feat. Ryan Tedder)                                                       | 2011 | 25                     | 13                     | 7                      | —                      | 35                     | —                      | 15                     | —                      | 4                      | 44                     | - RIAA: Platinum - RMNZ: Gold - ARIA: Platinum                                                | The Papercut Chronicles II  |
| "—" značí, že se nahrávka neumístila v hitparádách nebo v tomto území ani nebyla vydána |      |                        |                        |                        |                        |                        |                        |                        |                        |                        |                        |                                                                                               |                             |

### Promo singly
| Title                          | Year | Album                      |
| ------------------------------ | ---- | -------------------------- |
| "Life Goes On" (feat. Oh Land) | 2011 | The Papercut Chronicles II |

## Spoluumělec
| Píseň                               | Rok  | Album           |
| ----------------------------------- | ---- | --------------- |
| "New Friend Request" (Hi-Tek Remix) | 2006 | Hadi v letadle  |
| "Under the Bridge"                  | 2006 | Punk Goes 90's  |
| "Shell Shock"                       | 2007 | TMNT soundtrack |

## Videoklipy
| Titul                                             | Rok  | Režisér                           |
| ------------------------------------------------- | ---- | --------------------------------- |
| "Taxi Driver"                                     | 2004 |                                   |
| "Papercuts"                                       | 2005 | Alan Ferguson                     |
| "The Queen and I"                                 | 2006 |                                   |
| "New Friend Request"                              | 2006 | Andrew Bowser & Joseph M. Petrick |
| "Cupid's Chokehold"                               | 2006 | Alan Ferguson                     |
| "Shoot Down the Stars"                            | 2007 | Alan Ferguson                     |
| "Clothes Off"                                     | 2007 | Alan Ferguson                     |
| "Peace Sign / Index Down"                         | 2008 | Dale Resteghini                   |
| "Cookie Jar"                                      | 2008 | Dale Resteghini                   |
| "Guilty as Charged"                               | 2008 | Mark Allan Staubach               |
| "Stereo Hearts"                                   | 2011 | Hiro Murai                        |
| "Ass Back Home"                                   | 2011 | Dugan O'Neal                      |
| "The Fighter"                                     | 2012 | Marc Klasfeld & Nico Sabenorio    |
| "Solo Discotheque (The Disashi Chronicles)"       | 2012 | Tom Harmon                        |
| "Life Goes On (The Matt Chronicles)"              | 2012 | Tom Harmon                        |
| "Nil-Nil-Draw (The Eric Chronicles)"              | 2012 | Tom Harmon                        |
| "Holy Horses**t, Batman! (The Travie Chronicles)" | 2012 | Tom Harmon                        |
| "Martyrial Girls"                                 | 2012 | Vashtie Kola                      |